# Secinaro
Secinaro é uma comuna italiana da região dos Abruzos, província de Áquila, com cerca de 476 habitantes. Estende-se por uma área de 31 km², tendo uma densidade populacional de 15 hab/km². Faz fronteira com Acciano, Castelvecchio Subequo, Celano, Gagliano Aterno, Molina Aterno, Ovindoli, Rocca di Mezzo, Tione degli Abruzzi.

## Demografia
| Variação demográfica do município entre 1861 e 2011                               |
|                                                                                   |
| Fonte: Istituto Nazionale di Statistica (ISTAT) - Elaboração gráfica da Wikipedia |